# غوستافو أورتيغا خواكين
غوستافو أورتيغا خواكين (بالإسبانية: Gustavo Ortega Joaquín)‏ هو سياسي مكسيكي، ولد في 29 سبتمبر 1966 في ماردة في المكسيك. حزبياً، نشط في حزب العمل الوطني. وقد انتخب عضو مجلس النواب المكسيك.